# Federal Reserve Act
The Federal Reserve Act är den amerikanska lag som skapade Federal Reserve System, det vill säga USA:s centralbank Federal Reserve. Lagen antogs av Kongressen den 23 december 1913 och signerades av president Woodrow Wilson.

## Bakgrund
Före Federal Reserve Act hade USA varit utan centralbank i nära åttio år. Men efter den finansiella paniken 1907 ansåg många finansfamiljer att en reform av bankväsendet var nödvändig för att skapa en reservvaluta för tider av finansiell oro och som kunde expandera och minska i takt med den amerikanska ekonomins behov. En av dessa finansmän var Jacob Schiff, "the chief executive of Kuhn, Loeb and Co." som i ett tal 1907 till New Yorks handelskammare (Chamber of Commerse) förklarade "unless we have a central bank with adequate control of credit resources, this country is going to undergo the most severe and far reaching money panic in its history".
Utifrån dessa starka rekommendationer från bankirernas sida skapades the Aldrich-Vreeland Act 1908. Med utgångspunkt i den akten lämnade Kommissionen den 9 januari 1912 en rapport in till Kongressen med rekommendationen för förändringar i USA:s bank- och valutalagar. Rapporten fick namnet the Aldrich Plan, efter den republikanske senatorn Nelson W. Aldrich från Rhode Island. Planen gick ut på att tolv regionala centralbankers handlande, the National Reserve Associations, skulle koordineras av en nationell styrelse av kommersiella bankirer. De tolv centralbankerna skulle ge akutlån till medlemsbanker, skapa pengar för att tillhandahålla en elastisk valuta, samt fungera som fiskala agenter för USA:s regering. 
Eftersom Aldrich Planen gav full kontroll över systemet till privata bankirer, som ofta verkade i New York, fanns en stark opposition mot planen från delstater i glesbygden och från de västra delarna av landet.

## Mötet på Jekyll Island
I början av november 1910 träffades några av världens ledande bankirer för ett hemligt möte på Jekyll Island, Georgia, USA, för att formulera en plan för förändring av USA:s bankväsende som kunde presenteras av Aldrich för Kongressen. De som närvarade vid mötet var Paul Warburg, Nelson Aldrich, Frank Vanderlip (president för National City Bank), Henry P. Davison (en partner till J.P. Morgan), Benjamin Stron (vice president för Banker's Trust Co) och Piatt Andrew (en före detta sekreterare för National Monetary Commission.